# 카자망스 분쟁
카자망스 분쟁은 세네갈 정부와 카자망스 민주군 운동 (MFDC) 간에 1982년부터 벌어진 저강도 분쟁이다. 2014년 5월 1일, MFDC의 지도자는 평화를 호소하며 일방적인 휴전을 선언했다.
MFDC는 카자망스 지역의 독립을 요구해 왔는데, 이 지역의 인구는 나머지 세네갈과는 종교적으로나 민족적으로 다르다. 분쟁의 가장 피비린내 나는 시기는 1992년에서 2001년 사이였으며, 천 명 이상의 전투 관련 사망자를 낳았다.
2004년 12월 30일, MFDC와 정부 사이에 합의가 이루어졌으며, 이 합의는 MFDC 전투원들의 국내 준군사 조직으로의 자발적 통합, 카자망스를 위한 경제 회복 프로그램, 지뢰 제거 및 귀환 난민 지원을 약속했다. 그럼에도 불구하고, MFDC의 일부 강경파는 합의에 서명한 MFDC의 일부와 곧바로 이탈했고, 2005년 2월 2일 폰디오우뉴에서 회담이 결렬된 이후 어떠한 협상도 이루어지지 않았다.
2010년과 2011년에 다시 전투가 발생했지만, 2012년 4월 마키 살의 대통령 당선 이후 약화되었다. 산테지디오 공동체의 후원 하에 로마에서 평화 협상이 진행되었고, 2012년 12월 14일 살 대통령은 카자망스가 선진 분권 정책의 시험 사례가 될 것이라고 발표했다.

## 배경

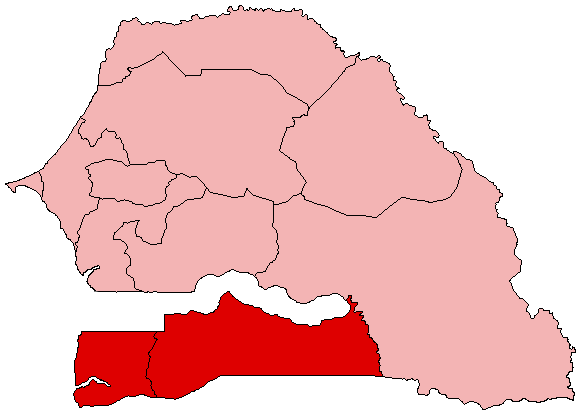
더 넓은 세네갈의 일부로서 카자망스 지역의 지도 (진한 빨간색)

카자망스 지역의 독특한 지역 정체성은 이 지역과 그 주민들을 북부와 구별하는 분리주의 주장에 기여했다.

### 지리
카자망스 지역은 세네갈의 남부 지역으로, 동쪽으로는 연결되어 있지만 세네갈의 나머지 지역과는 분리되어 있다. 감비아는 너비 50킬로미터로 세네갈을 거의 300킬로미터에 걸쳐 나눈다. 카자망스에는 수도의 이름을 딴 두 개의 행정 지역이 있다. 서쪽의 지갱쇼르와 동쪽의 콜다이다. 지갱쇼르 지역은 분쟁의 영향을 가장 많이 받았으며, 처음에는 그곳에 국한되었다. 1995년부터 분쟁은 콜다 지역으로 확산되어 주로 세디우 지역에 영향을 미쳤다.
이 지역의 지형은 북부 사헬 지역과는 다르다. 카자망스 지형은 강, 숲, 맹그로브 늪으로 가득하다.

### 인구 및 문화적 차이
이 지역의 주요 거주민은 졸라(Djiola, Diola) 민족 그룹의 일원이다. 비록 카자망스의 다른 모든 민족 그룹을 합하면 전체적으로 소수이지만. 졸라족 외에도 이 지역에는 만딩카, 만칸야, 풀라르 (풀라족 그룹), 만자크, 발란타, 파펠, 바이누크, 그리고 소수의 월로프족이 살고 있다. 대조적으로, 월로프족은 세네갈에서 전체적으로 가장 큰 민족 그룹이며, 북부를 지배한다. 졸라족 사이에서는 자신들이 이 지역의 풍요로움에서 충분한 혜택을 받지 못하고, 수도인 다카르가 이 지역 생산물의 대부분의 이익을 얻는다는 정서가 존재했다. 이러한 불평등 대우에 대한 감정은 카자망스 전역에 널리 퍼져 있으며, 심지어 분리주의를 지지하지 않는 사람들 사이에서도 그렇다. 카자망스 내 많은 사람들은 기독교인이거나 정령숭배자인데, 이는 무슬림인 세네갈 인구의 대다수와는 다르다. 그러나 세네갈의 무슬림과 기독교 인구 간의 관계는 역사적으로 상호 존중적이었다. 종교는 카자망스 분쟁에서 중요한 역할을 하지 않았다.

### 식민 통치
세네갈은 19세기에 프랑스에 의해 식민화되었지만, 포르투갈이 이 나라와 처음 접촉한 유럽 국가였다. 포르투갈 행정부는 1645년 지갱쇼르에 설립되어 1888년까지 유지되었다. 이후 프랑스, 포르투갈, 영국 세력이 이 지역에서의 영향력을 놓고 경쟁했다. 프랑스 식민 통치가 확립된 후, 프랑스 가톨릭 선교사들은 하부 카자망스의 졸라족과 세레르족을 대상으로 집중적인 노력을 기울였다. 카자망스 자치에 대한 첫 제안은 프랑스 통치 하에서 나왔다.

## 연표

### 1970년대
1970년대 후반, 카자망스에서 분리주의 운동이 처음으로 발전했다. 카자망스 사람들의 경제 성장 부족으로 정치적 좌절감이 커졌다. 반복되는 주제 중 하나는 북부 사람들이 이 지역의 경제를 지배하고 있다는 것이었다. 지갱쇼르의 행정부는 주로 월로프인 민족 그룹의 북부 사람들이 장악하고 있었다. 지갱쇼르와 해안 지역은 개발을 위한 수용을 겪었고, 북부 지역의 많은 지방 관리들은 친척과 고객들에게 토지에 대한 접근을 제공했다. 이는 지갱쇼르와 캅 스키링에서 시위를 야기했다.

### 1980년대
1980년대에 세네갈 중앙 정부에 의한 카자망스 소외와 착취에 대한 분노는 MFDC 형태의 독립 운동으로 이어졌고, 이는 1982년에 공식적으로 설립되었다. 이 초기 운동은 졸라족과 이 지역의 다른 민족 그룹들(예: 풀라니, 만딩카, 바이누크족)을 단합시키는 데 성공했으며, 정부와 북부 사람들에 대한 대중적 저항의 증가로 이어졌다.
1982년 12월 26일, 수백 명의 시위대가 지갱쇼르에 모였는데, 대부분의 시위 지도자들이 체포되었음에도 불구하고였다. 이 평화 시위에는 모든 계층의 남녀뿐만 아니라 졸라족과 이 지역의 다른 민족 그룹들도 참석했다. 이 행사에서 시위대는 지역 주지사 사무실로 행진하여 세네갈 국기를 흰색 깃발로 교체했다. 이에 대해 세네갈 정부는 졸라족을 표적으로 삼았다.
MFDC는 시위를 조직하기 시작했고, 긴장은 결국 1983년 12월 대규모 폭동으로 고조되었다. 12월 6일, 지갱쇼르 근처 MFDC 회의에 개입하던 중 세 명의 헌병이 사망했다. 1983년 12월 18일, 무장한 군인들이 지갱쇼르에서 행진했다. 이 시위는 폭력적으로 변했고, 많은 사상자가 발생했다. 이 공격 이후, 세네갈 정부는 MFDC를 숲 속으로 몰아넣었다. 이로 인해 MDFC는 1985년에 세네갈 군대와 국가 상징에 대항하여 게릴라 전투를 벌이는 더욱 급진적인 무장 세력을 형성했다. 이 무장 세력은 아티카(디올라어로 "전사")로 알려졌다. 세네갈 정부는 카자망스 주를 두 개의 작은 지역으로 나누어 독립 운동을 분열시키고 약화시키려 했다. 이는 긴장을 고조시켰을 뿐이며, 정부는 어거스틴 디아마쿤 센고르와 같은 MFDC 지도자들을 투옥하기 시작했다.
점점 커지는 독립 운동의 또 다른 요인은 1989년 세네감비아 연방의 실패였다. 이 연방은 카자망스에 경제적으로 이득을 주었으나, 그 종말은 카자망스 인구의 상황을 더욱 악화시켰다. 1980년대 말까지 MDFC의 군사 조직은 약 300~600명의 훈련된 전투원을 보유한 것으로 추정되었다.

### 1990년대

MFDC 및 다른 분리주의 단체들은 원래 카자망스의 국기로 이 수직의 흰색-녹색-빨간색 삼색기를 사용했다

이 지역에서 석유가 발견되자 MFDC는 1990년 즉각적인 독립을 위한 대규모 시위를 조직했고, 이는 세네갈 군대에 의해 잔인하게 진압되었다. 이로 인해 MFDC는 전면적인 무장 반란에 돌입했다. 이어진 전투는 잔인했고, 1994년까지 3만 명의 민간인이 실향민이 되었다. 1990년대에는 여러 차례의 휴전이 합의되었지만, 어느 것도 오래가지 못했으며, 종종 MFDC 내의 민족적 분열과 협상할 준비가 된 세력과 무장을 거부하는 세력 간의 분열 때문이기도 했다. 1992년에 MFDC는 남부 전선과 북부 전선이라는 두 개의 주요 그룹으로 나뉘었다. 남부 전선은 졸라족이 지배적이었고 완전한 독립을 요구했지만, 북부 전선은 졸라족과 비졸라 부족민 모두를 포함했으며 1991년의 실패한 합의를 바탕으로 정부와 협력할 준비가 되어 있었다. 1993년의 또 다른 휴전은 MFDC에서 강경 반군 그룹의 분열로 이어졌다. 이들은 계속해서 군대를 공격했다. 1994년, 야히아 자메는 감비아에서 쿠데타를 통해 권력을 잡았다. 자메는 MFDC에 상당한 지원을 제공하기 시작했으며, 심지어 MFDC 전투원들을 감비아군에 모집하기도 했는데, 이는 감비아 국민보다 자메 정권에 충성할 가능성이 더 높았기 때문으로 알려졌다.
세네갈군은 1995년 북부 지역에서 수천 명의 병력을 카자망스로 재배치하여 봉기를 완전히 진압하려 했다. 북부 병사들은 종종 현지 주민을 학대하고 반군 지지자와 정부 충성파를 구별하지 않았다. 이 시기에 반군들은 기니비사우에 기지를 구축했고, 기니비사우 군사령관 안수마네 마네로부터 무기를 공급받는 것으로 알려졌다. 마네의 분리주의자 지원 혐의는 1998년 발발한 기니비사우 내전의 원인 중 하나였다. 세네갈이 마네의 군대에 대항하여 현지 정부를 위해 싸우기 위해 군대를 기니비사우로 보내기로 결정했을 때, 마네와 MFDC는 완전한 동맹을 형성했다. 두 반군 운동은 세네갈과 기니비사우 양쪽에서 나란히 싸우기 시작했다. 비록 세네갈이 지원하는 기니비사우 정부는 붕괴되었지만, 이후 MFDC에 동정적인 정권도 1999년 5월에 전복되었다. 한편, MFDC 내부의 긴장은 반군 지도자 살리프 사디오가 그의 경쟁자 30명을 살해하는 결과를 낳았지만, 반란군 중 그의 주요 반대자 중 한 명인 카이사르 바디아테는 암살 시도에서 살아남았다.
1999년 4월부터 6월 사이 분리주의자들에 대한 새로운 공세에서 세네갈 군대는 카자망스의 사실상의 수도인 지갱쇼르를 처음으로 포격하여 수많은 민간인 사상자와 세네갈-기니비사우 국경을 따라 2만 명의 피난민이 발생했다. 그 이후 전투는 주로 동부 콜다주에서 발생했다. 1999년 12월, 세네갈과 MFDC 대표자들이 반줄에서 만나면서 또 다른 평화 회담 시도가 시작되었다. 양측은 휴전에 동의했다. 1990년대 말까지 MFDC는 외교적 시도와 군사적 시도 모두에서 자신들의 대의를 진전시키는 데 거의 진전을 보이지 못했다. 또한, 많은 MFDC 지휘관들이 정치보다는 금전에 더 동기를 부여받고 있다는 것이 분명해지면서 진정한 분리주의 세력으로서의 당의 명성도 손상되기 시작했다. 일부는 당국으로부터 보상을 받는 한 세네갈 정부와의 휴전을 받아들일 것이었다.

### 2000년대

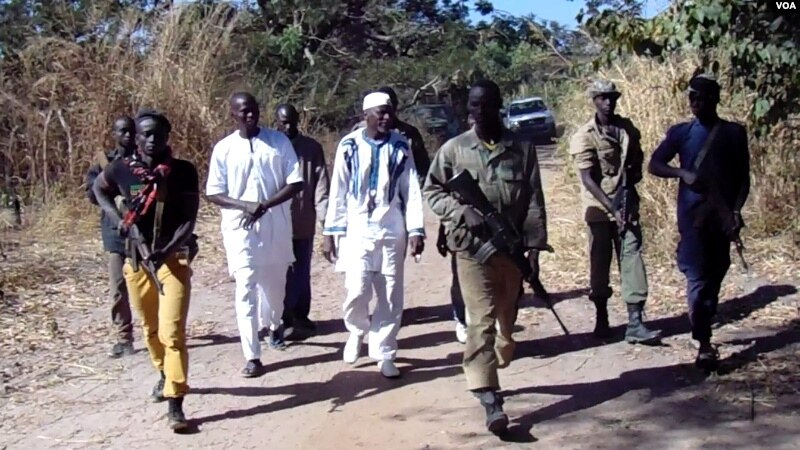
MFDC 전투원 사진, c. 2017

2000년 1월 평화 회담이 재개되었고, 양측은 군사적 분쟁을 종식시키고 카자망스의 정치 및 경제적 정상화를 목표로 했다. MFDC가 정당으로 전환하는 것에 대한 논의가 있었지만, 회담은 MFDC의 파벌주의와 세네갈 정부가 카자망스의 독립을 고려하는 것조차 거부하면서 방해를 받았다. 그 결과, 평화 회담은 2000년 11월에 결렬되었고, MFDC 지도자 어거스틴 디아마쿤 센고르는 그의 그룹이 독립을 달성할 때까지 계속 싸울 것이라고 선언했다. 새로운 휴전은 2001년 3월에 합의되었지만, 분쟁을 막지는 못했다. 한편, MFDC 내부의 분열은 운동의 목표와 센고르의 지도력에 대해 더욱 심화되었다.
2004년 12월 30일, 분쟁 당사자들은 2006년 8월까지 지속된 휴전에 서명했다.
분열 이후 저강도 전투가 계속되었다. 2005년에는 또 다른 협상이 진행되었다. 그 결과는 부분적이었고, MFDC와 군대 간의 무력 충돌은 2006년에도 계속되어 수천 명의 민간인이 국경을 넘어 감비아로 피난해야 했다. 동시에 사디오와 바디아테의 MFDC 파벌도 서로 싸웠다.
2007년 1월 13일, 센고르는 파리에서 사망했다. 그의 죽음은 MDFC의 분열을 가속화시켰고, MDFC는 살리프 사디오, 카이사르 바디아테, 마마두 니앙탕 디아타가 각각 이끄는 세 개의 주요 무장 파벌로 나뉘었다. 또한, 이후 몇몇 소규모 그룹도 등장했다. 사디오는 MFDC 무장 부대의 전반적인 지도권을 주장했다.
2009년 6월 9일, 급진적인 MDFC 군사들이 당시 평화 협상 중재자로 활동하던 전 MFDC 대원을 살해했다.

### 2010년대

2010년대에 MFDC는 반란을 위한 새로운 깃발을 채택했다

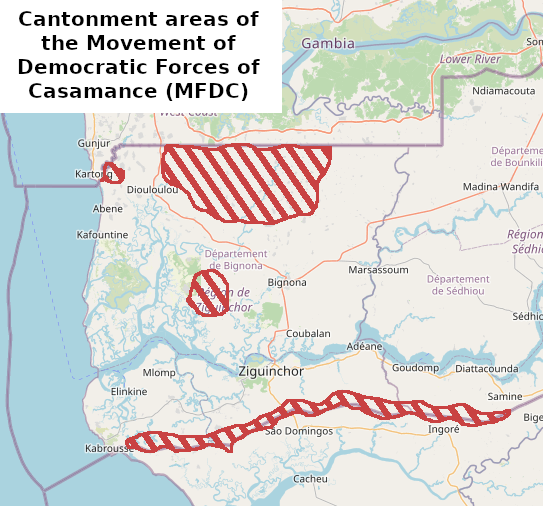
MFDC 주둔 지역 지도, 2017년 경

2010년 10월, 나이지리아 라고스에서 이란발 불법 무기 선적이 적발되었다. 세네갈 정부는 이 무기가 카자망스로 향하고 있다고 의심하여 테헤란에 주재하는 대사를 소환했다. 2010년 12월, 약 100명의 MDFC 전투원들이 박격포와 기관총 같은 중화기 지원을 받아 감비아 국경 남쪽 비뇨나를 점령하려 시도하면서 격렬한 전투가 발생했다. 이들은 세네갈 병사들의 격퇴를 받았고, 이 전투에서 세네갈 병사 7명이 사망했다.
2011년 12월 21일, 세네갈 언론은 비뇨나 마을 근처 육군 기지에 대한 분리주의 반군의 공격으로 세네갈 카자망스 지역에서 병사 12명이 사망했다고 보도했다.
2012년 2월 14일, 지갱쇼르 북쪽 50킬로미터(31마일)에서 발생한 충돌로 병사 3명이 사망했다. 세네갈 정부는 이 분쟁이 지역 분리주의자들 때문이라고 비난했다.
2012년 3월 11일과 23일에 두 차례 공격이 발생하여 병사 4명이 사망하고 8명이 부상당했다.
2012년 4월부터, 카자망스 평화는 세네갈 대통령 마키 살 행정부의 최우선 과제였다.
2013년 2월 3일, 카푸틴 마을에서 MFDC에 의해 자행된 은행 강도 사건으로 4명이 사망했으며, 반군들은 총 8,400달러를 훔쳤다.
2014년 5월 1일, MFDC의 지도자 중 한 명인 살리프 사디오는 자신의 군대와 마키 살이 이끄는 세네갈 정부 간에 바티칸에서 비밀 회담이 열린 후 평화를 호소하며 일방적 휴전을 선언했다. 사디오는 이로 인해 MFDC 내에서 많은 권력을 잃었고, 운동의 상당 부분이 그를 더 이상 지도자로 여기지 않게 되었다.
2016년, 대통령 선거에서 1994년부터 감비아를 독재적으로 통치해 온 야히아 자메가 예상치 못한 패배를 당했다. 그는 패배를 인정하지 않아 헌정 위기를 초래했다. 서아프리카 경제 공동체는 2017년 군사 개입으로 대응했으며, 이 기간 동안 MFDC 반군은 자메 친위 세력을 지원했다. 자메는 결국 도주하여 아다마 바로가 감비아 대통령이 되었다. 그는 마키 살과 가깝다는 평판을 받았고, 이는 MFDC가 중요한 해외 동맹을 잃었음을 의미했다.
이 단체 회원들은 2018년 1월 6일 지갱쇼르 마을 근처에서 13명을 사망하게 한 매복 공격의 배후로 의심받았다. 그러나 MFDC 지도자들은 이 실행 스타일의 살해가 숲 지역에서 티크 나무와 장미나무의 불법 벌채와 관련이 있으며, 장작 수집과는 관련이 없다고 말하며 책임 부인했다.

### 2020년대
2020년까지 바디아테와 사디오를 포함한 대부분의 MFDC 파벌은 여전히 휴전을 지키고 있었다. 그 해 4월, 구둠프주에서 활동하는 MFDC의 시쿤 파벌 내부의 긴장으로 인해 분열이 발생했다. 당시 파벌의 지도자였던 디아타는 정부와 접촉하고 있다는 의심을 받았다. 아다마 사네는 결과적으로 시쿤 파벌의 지휘를 맡았지만, 디아타는 자신의 추종자들을 유지했다. 2020년 동안 전투는 대체로 잠잠했다. 그러나 세네갈 대통령 마키 살의 동맹인 우마루 시소쿠 임발로가 그 해 기니비사우 대통령이 되면서 양국 간의 협력이 증가했다.
2021년 1월 26일, 세네갈군은 사네와 디아타의 MFDC 파벌에 대한 공세를 시작했다. 이 작전에는 보병 2,600명, 파나르 AML 11대, 포병이 포함되었으며, 세네갈 공군의 지원을 받았다. 세네갈군은 마티유 디오고예 세네 중령과 클레망 위베르 보칼리 중령이 지휘했다. 기니비사우군의 도움을 받아 세네갈군은 2월 동안 블레이즈 숲에 있는 MFDC 기지 4곳(부만, 부솔룸, 바디옹, 시쿤)을 점령했다. MFDC는 튀르키예군이 세네갈 편에서 개입했다고 주장하기도 했다. 바드좀에서 정부군은 박격포를 포함한 상당한 양의 반군 무기를 압수했다. 세네갈 군대는 또한 수 헥타르의 마리화나 경작지를 압수했다. 군대와 반군 모두 서로에게 사상자를 입혔다고 주장했다. 공세의 성공에도 불구하고 세네갈 군대는 몇몇 반군 기지가 여전히 활동 중임을 인정했다. 이는 파토마 콜리의 강경 디아카예 파벌(사네와 디아타를 지지함)과 사디오 및 바디아테의 그룹 모두가 표적이 되지 않았기 때문이다. 그러나 안보 분석가 앤드루 맥그리거는 세네갈 군대가 공세 중 MFDC 기지를 쉽게 점령한 것이 분리주의자들의 극심한 약화를 시사한다고 주장했다. 그는 "이 운동은 한때 누렸을 광범위한 지지를 분명히 잃었다"고 결론 내렸다.
2021년 5월부터 6월까지 세네갈군은 바데메 주변 지역에서 또 다른 대반란 작전을 시작했다. 그 목표는 반군을 위한 기니비사우 국경을 봉쇄하고 목재 및 마약 밀수를 줄이는 것이었으며, 군은 여러 MFDC 초소와 기지를 점령했다고 주장했다. 2022년 1월, MFDC 반군이 감비아의 ECOWAS 임무에 참여하는 세네갈 군인들을 공격하여 4명을 죽이고 7명을 생포했다. 포로들은 나중에 석방되었지만, 세네갈군은 이 사건을 세네갈-감비아 국경에서 활동하는 사디오 파벌에 대한 작전을 개시하는 이유로 삼았다. 공세는 2022년 3월 13일에 시작되었으며, 6,000명의 민간인이 국경을 넘어 감비아로 피난하게 만들었다.
2022년 8월 초, 카이사르 바디아테는 기니비사우 대통령 우마루 시소쿠 임발로의 중재로 세네갈 정부와 평화 협정을 체결했다. 바디아테는 자신의 파벌을 대표하여 동의했지만, 정부는 다른 MFDC 그룹들도 이 협정에 참여하기를 희망했다. 2023년 1월 16일, 세네갈 군대는 감비아 국경에 새로운 기지를 건설하려는 반군의 시도를 저지하는 작전 중 비뇨나 근처에서 MFDC 반군과 충돌했다. 이 과정에서 병사 1명이 사망하고 4명이 부상당했다. 군은 이후 몇 달 동안 국경 지역에서 대반란 소탕 작전을 계속했다. 2023년 5월, 파토마 콜리의 군대(약 250명)가 항복했으며, 마키 살 대통령 정부는 이후 그들의 시민 사회 재통합을 조직했다. 2023년 12월, 비뇨나 지역에서 차량이 반군 대전차 지뢰를 밟아 병사 4명이 사망했다. 2024년 2월, 다음 대통령 선거 연기에 대한 격렬한 시위가 카자망스에서 발생했으며, 시위대와 보안군 간의 충돌로 최소 3명이 사망했다.
2025년 2월 25일, 세네갈 총리 우스만 손코는 기니비사우가 주최하고 중재한 회담 후 MFDC의 일부와 분쟁 종식을 위한 합의에 도달했다고 선언했다. 2022년 협상과 유사하게, 이 협정은 세네갈 정부와 바디아테 파벌 사이에 서명되었으며, 후자는 무장을 해제하기로 동의했다. 대조적으로, MFDC의 사디오 파벌은 이 협정에 동의하지 않았다.

### 인용된 저작
- Minahan, James (2002). 《Encyclopedia of the Stateless Nations: Ethnic and National Groups Around the World: A-C》. 그린우드 출판 그룹. ISBN 0-313-32109-4.
- Williams, Paul D. (2016). 《War and Conflict in Africa》. Cambridge: Polity. ISBN 978-1509509058.

## 추가 자료
- Fall, Aïssatou (2011). “Understanding The Casamance Conflict: A Background”. KAIPTC Monograph No. 7. 2013년 4월 14일에 원본 문서에서 보존된 문서.
- Eric Morier-Genoud, "Sant' Egidio et la paix. Interviews de Don Matteo Zuppi & Ricardo Cannelli", _ LFM. Sciences sociales et missions _, 2003년 10월, pp. 119–145
- Foucher, Vincent, 'The Mouvement Des Forces Démocratiques de Casamance: The Illusion of Separatism in Senegal?', in Secessionism in African Politics Aspiration, Grievance, Performance, Disenchantment, ed. by Lotje de Vries, 피에르 엥글레버트, and Mareike Schomerus (Cham: Palgrave Macmillan, 2019), pp. 265–292